# Ryparosa hullettii
Ryparosa hullettii är en tvåhjärtbladig växtart som beskrevs av George King. Ryparosa hullettii ingår i släktet Ryparosa och familjen Achariaceae. Inga underarter finns listade i Catalogue of Life.